# Jakob Menkens
Jakob Menkens  (* 25. Juli 2003) ist ein deutscher Schauspieler.
Jakob Menkens spielte von der 20. Staffel bis zur 21. Staffel in der deutschen Fernsehserie Schloss Einstein die Rolle des Schülers Henri Weismann und übernahm damit eine der Serienhauptrollen. Er lebt mit seinen Eltern und zwei Geschwistern in Weimar. 2018 ging er für drei Monate nach Australien. Er besuchte das Marie-Curie-Gymnasium in Bad Berka.

## Filmografie
- 2017–2018: Schloss Einstein
- 2018: Schloss Webstein
- 2019: Game Over (Kinofilm)